# Kevin Poole
Kevin Poole (Bromsgrove, 21 de julho de 1963) é um futebolista inglês. Atualmente defende o Burton Albion, sendo também um dos treinadores de goleiros do clube.

## Carreira
Poole iniciou sua longa carreira em 1981, no Aston Villa. Em 1984, para ganhar experiência, foi emprestado ao Northampton Town, onde jogou em apenas três partidas.
De volta ao Villa em 1985, era apenas terceira opção do time, que tinha Nigel Spink como titular e Jimmy Rimmer como seu reserva imediato. Deixou o time de Birmingham para atuar pelo Middlesbrough, então na Segunda Divisão inglesa, em 1987. Em 1991, fora dos planos do Boro, que teve como prioridade usar Andy Dibble como titular, foi novamente cedido por empréstimo, desta vez para o Hartlepool United.
Em 1991, Poole assinou com o Leicester City com a finalidade de ser titular. Colaborou com o acesso da equipe para a Premier League em 1996, apesar de ter perdido a vaga de titular para o norte-americano Kasey Keller. Dois anos depois, o Birmingham City contrata o goleiro, que veio para substituir o lesionado Ian Bennett. Deixou os Blues em 2001, aos 38 anos, depois de 57 partidas.
Entre 2001 e 2006, Poole jogou apenas onze partidas por Bolton Wanderers (veio como reserva de Jussi Jääskeläinen e atuou em cinco jogos), e Derby County (seis partidas).
Assinou com o Burton Albion ainda em 2006, jogando 123 partidas em seis anos. Tendo renovado o contrato em junho de 2009, tornou-se o goleiro mais velho a jogar uma partida da Football League no ano seguinte, ao entrar no lugar de Artur Krysiak, expulso na partida contra o Port Vale. Alcançou a marca de 430 partidas disputadas contra o Torquay United. A última partida de Poole foi contra o Rotherham, em outubro de 2010.
Com 48 anos de idade e sem ter entrado em campo nenhuma vez na temporada 2011-12, o goleiro, fora dos planos dos técnicos Paul Peschisolido e Gary Howett, que preferiram colocar o jovem Ross Atkins de titular, decidiu colocar ponto final em uma carreira de 31 anos (1981-2012), tendo participado de 431 partidas. Porém, Poole voltaria aos gramados para suprir as lesões dos outros dois goleiros do Burton (Stuart Tomlinson e Ross Atkins), além de auxiliar outros dois jogadores da mesma posição (Dean Lyness e Mark Oxley, este último emprestado).
Aos 50 de idade, Poole voltou a ser relacionado pelos "Brewers" para preencher a vaga de Lyness, que estava lesionado. Ficou no banco de reservas contra o Wycombe Wanderers e com a saída de outro goleiro, Jordan Pickford, para o Sunderland, foi novamente relacionado. Com isto, Poole tornou-se um dos poucos jogadores na faixa dos 50 anos a atuar profissionalmente.

## Carreira de treinador
Em seis anos de Burton United, Poole, além de ser jogador, era também treinador de goleiros da agremiação. Chegou ainda a ser técnico interino da equipe, substituindo Gary Howett, que não havia dado chances a ele durante seu trabalho.